# 15 (tal)
15 (femton (fil)) är det naturliga talet som följer 14 och som följs av 16.

## Inom matematiken
- 15 är ett udda tal.
- 15 är ett semiprimtal[1].
- det trettonde defekta talet
- det femte triangeltalet
- det tredje hexagontalet
- det elfte kvadratfria talet
- 15 är ett centrerat tetraedertal
- 15 är ett pentadekagontal
- 15 är ett tetranaccital
- 15 är ett Mersennetal
- 15 är ett Leonardotal
- 15 är ett pentatoptal
- 15 är ett Belltal.
- 15 är det sjunde talet i partitionsfunktionen
- 15 är ett palindromtal i det binära talsystemet.
- 15 är ett palindromtal i det kvarternära talsystemet.

## Inom vetenskapen
- Fosfor, atomnummer 15
- 15 Eunomia, en asteroid
- Messier 15, klotformig stjärnhop i Pegasus, Messiers katalog

## Inom television
- 15 är en av talen i den återkommande talföljden 4, 8, 15, 16, 23, 42 i tv-serien Lost.